# Tulungagung (Regierungsbezirk)
Tulungagung ist ein indonesischer Regierungsbezirk (Kabupaten) in der Provinz Jawa Timur, im Osten der Insel Java. Ende 2021 leben hier rund 1,1 Millionen Menschen. Die Hauptstadt befindet sich in der Stadt Tulungagung.

## Geografie
Der Regierungsbezirk Tulungagung liegt 154 km südwestlich von Surabaya, der Hauptstadt der Provinz Ostjava. Er erstreckt sich zwischen 7°51′ und 8°18′ s. Br. und 111°43′ und 112°07′ ö. L.
Die Grenzen des Regierungsbezirk bilden:
- Nordwesten: Kabupaten Kediri
- Nordosten: Kabupaten Ponorogo
- Süden: Indischer Ozean
- Osten: Kabupaten Blitar
- Westen: Kabupaten Trenggalek

### Verwaltungsgliederung
Administrativ unterteilt sich Tulungagung in 19 Distrikte (Kecamatan) mit 271 Dörfern, davon 257 Desa (ländlich) und 14 Kelurahan (städtisch). Die 14 Kelurahan befinden sich alle im Kecamatan Tulungagung und heißen: Bago, Botoran, Jepun, Kampungdalem, Karangwaru, Kauman, Kedungsoko, Kenayan, Kepatihan, Kutoanyar, Panggungrejo, Sembung, Tamanan, Tertek. Des Weiteren bestehen noch 738 Ortschaften (Dusun/Lingkungan) und 2032 Weiler (Rukun Warga).
| Code 1   | Kecamatan Distrikt | Ibu Kota Verwaltungssitz | Fläche (km²) | Einwohner Census 2010 2 | Volkszählung 2020 | Volkszählung 2020 | Volkszählung 2020 | Anzahl der Dörfer 6 |
| Code 1   | Kecamatan Distrikt | Ibu Kota Verwaltungssitz | Fläche (km²) | Einwohner Census 2010 2 | Einwohner 3       | 0Dichte 40        | Sex Ratio 5       | Anzahl der Dörfer 6 |
| -------- | ------------------ | ------------------------ | ------------ | ----------------------- | ----------------- | ----------------- | ----------------- | ------------------- |
| 35.04.01 | Tulungagung        | Tulungagung              | 13,67        | 65.123                  | 65.952            | 4.824,6           | 97,5              | 14                  |
| 35.04.02 | Boyolangu          | Boyolangu                | 38,44        | 76.499                  | 83.281            | 2.166,5           | 101,0             | 17                  |
| 35.04.03 | Kedungwaru         | Desa Ketanon             | 29,74        | 85.389                  | 94.430            | 3.175,2           | 100,1             | 19                  |
| 35.04.04 | Ngantru            | Ngantru                  | 37,03        | 52.276                  | 57.332            | 1.548,3           | 100,5             | 13                  |
| 35.04.05 | Kauman             | Kauman                   | 30,84        | 49.087                  | 51.776            | 1.678,9           | 100,5             | 13                  |
| 35.04.06 | Pagerwojo          | Mulyosari                | 88,22        | 30.018                  | 31.396            | 355,9             | 101,0             | 11                  |
| 35.04.07 | Sendang            | Sendang                  | 96,46        | 43.546                  | 46.906            | 486,3             | 100,4             | 11                  |
| 35.04.08 | Karangrejo         | Karangrejo               | 35,54        | 39.038                  | 43.439            | 1.222,3           | 99,3              | 13                  |
| 35.04.09 | Gondang            | Gondang                  | 44,02        | 53.999                  | 58.671            | 1.332,8           | 99,7              | 20                  |
| 35.04.10 | Sumbergempol       | Sumberdadi               | 39,28        | 63.761                  | 71.164            | 1.811,7           | 101,0             | 17                  |
| 35.04.11 | Ngunut             | Ngunut                   | 37,70        | 74.949                  | 82.614            | 2.191,4           | 100,8             | 18                  |
| 35.04.12 | Pucanglaban        | Pucanglaban              | 82,94        | 21.883                  | 25.812            | 311,2             | 100,1             | 9                   |
| 35.04.13 | Rejotangan         | Rejotangan               | 66,49        | 70.262                  | 80.440            | 1.209,8           | 100,8             | 16                  |
| 35.04.14 | Kalidawir          | Karangtalun              | 97,81        | 63.541                  | 74.309            | 759,7             | 99,6              | 17                  |
| 35.04.15 | Besuki             | Besuki                   | 82,16        | 33.900                  | 38.098            | 463,7             | 99,8              | 10                  |
| 35.04.16 | Campurdarat        | Campurdarat              | 39,56        | 53.755                  | 57.432            | 1.451,8           | 102,1             | 9                   |
| 35.04.17 | Bandung            | Bandung                  | 41,96        | 42.216                  | 47.761            | 1.138,3           | 98,9              | 18                  |
| 35.04.18 | Pakel              | Pakel                    | 36,06        | 47.873                  | 53.170            | 1.474,5           | 98,9              | 19                  |
| 35.04.19 | Tanggunggunung000  | Tanggunggunung000        | 117,73       | 23.343                  | 25.792            | 219,1             | 100,1             | 7                   |
| 35.04    | Kab. Tulungagung   | Kab. Tulungagung         | 1.055,65     | 990.158                 | 1.089.775         | 1.032,3           | 100,1             | 271                 |

## Demographie
Ende 2021 lebten in Tulungagung 1.127.017 Menschen, davon 561.993 Frauen und 565.024 Männer, die Bevölkerungsdichte betrug 984,7 Einbw. pro km². 98,51 % der Bevölkerung waren Muslime, 1,11 % Protestanten und 0,28 Katholiken. Andere Religionen spielten nur eine untergeordnete Rolle. 39,76 % der Gesamtbevölkerung waren ledig, 42,13 % verheiratet, 2,84 % geschieden und 5,26 b% verwitwet.